# Samantha Crawford
Samantha Crawford, née le 18 février 1995 à Atlanta, est une joueuse de tennis américaine.
Elle a remporté le tournoi junior de l'US Open 2012. En 2016, elle atteint les demi-finales du tournoi de Brisbane où elle est battue par Victoria Azarenka.
Son dernier match professionnel remonte aux qualifications de l'US Open en 2017.

## Parcours en Grand Chelem

### En simple dames
| Année | Open d'Australie | Open d'Australie | Internationaux de France | Internationaux de France | Wimbledon      | Wimbledon      | US Open         | US Open        |
| ----- | ---------------- | ---------------- | ------------------------ | ------------------------ | -------------- | -------------- | --------------- | -------------- |
| 2012  | —                | —                | —                        | —                        | —              | —              | 1er tour (1/64) | Laura Robson   |
| 2015  | —                | —                | —                        | —                        | —              | —              | 1er tour (1/64) | Irina Falconi  |
| 2016  | 1er tour (1/64)  | Danka Kovinić    | 1er tour (1/64)          | Tímea Babos              | 2e tour (1/32) | Lucie Šafářová | 1er tour (1/64) | Belinda Bencic |
| 2017  | 2e tour (1/32)   | Garbiñe Muguruza | —                        | —                        | —              | —              | —               | —              |

N.B. : à droite du résultat se trouve le nom de l'ultime adversaire.

### En double dames
| Année | Open d'Australie | Open d'Australie | Internationaux de France | Internationaux de France | Wimbledon | Wimbledon | US Open                      | US Open                     |
| ----- | ---------------- | ---------------- | ------------------------ | ------------------------ | --------- | --------- | ---------------------------- | --------------------------- |
| 2011  | —                | —                | —                        | —                        | —         | —         | 1er tour (1/32) Madison Keys | Sania Mirza Elena Vesnina   |
| 2012  | —                | —                | —                        | —                        | —         | —         | 1er tour (1/32) A. Kiick     | L. Dekmeijere Mervana Jugić |
| 2014  | —                | —                | —                        | —                        | —         | —         | 1er tour (1/32) J. Brady     | V. Lepchenko Zheng Saisai   |
| 2016  | —                | —                | —                        | —                        | —         | —         | 1er tour (1/32) J. Pegula    | L. Kichenok N. Kichenok     |

N.B. : le nom de la partenaire se trouve sous le résultat ; le nom des ultimes adversaires se trouve à droite.

### En double mixte
| Année | Open d'Australie | Open d'Australie | Internationaux de France | Internationaux de France | Wimbledon | Wimbledon | US Open                    | US Open                   |
| ----- | ---------------- | ---------------- | ------------------------ | ------------------------ | --------- | --------- | -------------------------- | ------------------------- |
| 2012  | —                | —                | —                        | —                        | —         | —         | 1er tour (1/16) M. Krueger | A. Hlaváčková M. Bhupathi |

N.B. : le nom du partenaire se trouve sous le résultat ; le nom des ultimes adversaires se trouve à droite.

## Parcours en «Premier Mandatory» et «Premier 5»
Découlant d'une réforme du circuit WTA inaugurée en 2009, les tournois WTA « Premier Mandatory » et « Premier 5 » constituent les catégories d'épreuves les plus prestigieuses, après les quatre levées du Grand Chelem.

### En simple dames
| Année |              | Premier Mandatory          | Premier Mandatory          | Premier Mandatory | Premier Mandatory |      | Premier 5 | Premier 5 | Premier 5  | Premier 5 | Premier 5 | Premier 5 | Premier 5 |
| Année | Indian Wells | Miami                      | Madrid                     | Pékin             | Doha              | Doha | Rome      | Canada    | Cincinnati | Wuhan     | Wuhan     |           |           |
| Année | Indian Wells | Miami                      | Madrid                     | Pékin             | Doha              | Doha | Rome      | Canada    | Cincinnati | Wuhan     | Wuhan     |           |           |
| Année | Indian Wells | Miami                      | Madrid                     | Pékin             | Doha              | Doha | Rome      | Canada    | Cincinnati | Wuhan     | Wuhan     |           |           |
| 2016  |              | 1er tour (1/64) D. Kovinić | 1er tour (1/64) Vandeweghe |                   |                   |      |           |           |            |           |           |           |           |

Sous le résultat, l’ultime adversaire.

## Classements WTA en fin de saison
| Année          | 2011 | 2012 | 2013 | 2014 | 2015 | 2016 | 2017 |
| Rang en simple | 978  | 289  | 310  | 293  | 172  | 111  | 303  |
| Rang en double | 656  | 422  | 394  | 245  | 250  | 331  | —    |

Source : (en) Classements de Samantha Crawford sur le site officiel de la Fédération internationale de tennis